# حراجیه
حراجیه، روستایی از توابع شهرستان قوص در استان قنا و کشور مصر است.

## جمعیت
براساس سرشماری سال ۲۰۰۶ مصر، جمعیت آن ۱۰۶۹۷ نفر(۵۲۹۲ مرد و ۵۴۰۵ زن) بوده است.